# Lolette Payot
Lolette Payot (Losanna, 17 aprile 1910 – 1988) è stata una tennista svizzera naturalizzata francese.

## Biografia
Si è sposata nel 1937 con Robert Dodille acquisendo la nazionalità francese ed ha iniziato a competere con il doppio cognome.

## Carriera
Nel 1932 ha vinto i German Open, sconfiggendo in finale la tennista di casa Hilde Sperling, e conquistato due titoli agli Internazionali d'Italia: il doppio insieme a Colette Rosambert e il doppio misto in coppia con Jacques Bonte. Negli Slam ha raggiunto i quarti di finale in tre diverse occasioni sia al Roland Garros che a Wimbledon, nel doppio femminile è avanzata fino alle semifinali sia a Wimbledon 1932 e 1934 che al Roland Garros 1933.
Ha conquistato il titolo nel doppio misto agli Internazionali di Francia 1935 insieme al connazionale Marcel Bernard sconfiggendo nella finale Sylvie Jung Henrotin-André Martin-Legeay in tre set. Dopo la liberazione di Parigi è scesa in campo vincendo il titolo di singolare ai Campionati Francesi 1945 che tuttavia non è stato riconosciuto come un titolo del Roland Garros.